# チーム・ジェイコ・アルウラー
チーム・ジェイコ・アルウラー (Team Jayco–AlUla) は、オーストラリア（以下、豪州）籍の自転車競技・ロードレースチーム。2012年シーズン、UCIプロチームライセンスを取得した。

## 概要
2011年1月17日、豪州自転車競技連盟に在籍していたシェイン・バナンが立ち上げ、豪州のキャンピングカー製造会社であるジェイコのオーナー、ゲリー・ライアンが実質的な財政支援者となって、豪州国籍選手を中心としたチーム体制を整え、2012年シーズンにおけるUCIプロチームライセンス取得を目指した。2011年12月6日、国際自転車競技連盟(UCI)は、2012年及び2013年シーズンのUCIプロチームライセンスを付与することを決定。豪州籍チーム初となるUCIプロチームが誕生する運びとなった。当初のチーム名はグリーンエッジ・サイクリングであった。
自転車はスコットを使用する。
2012年5月1日、オーストラリアのメルボルンに本社をおく採掘・採鉱会社、オリカ(ORICA)をチームのメインスポンサーとして3シーズンの契約を結んだことを発表。これにより同日付で、オリカ・グリーンエッジと名称が改められた。
2016年6月30日、ツール・ド・フランス開幕を前に、タイトルスポンサーにバイクエクスチェンジ社が新たに加わり、チーム名をオリカ・バイクエクスチェンジに変更した。青基調の新しいジャージも同時に披露された。バイクエクスチェンジ社はツアー・ダウンアンダーの大会スポンサーも務めているオーストラリアの大手オンラインショップ。
2017年より、チームのサブスポンサーにスコットが昇格。これに伴い、チーム名がオリカ・スコットに。チームカラーはスコットのコーポレートカラーであるイエローになった。

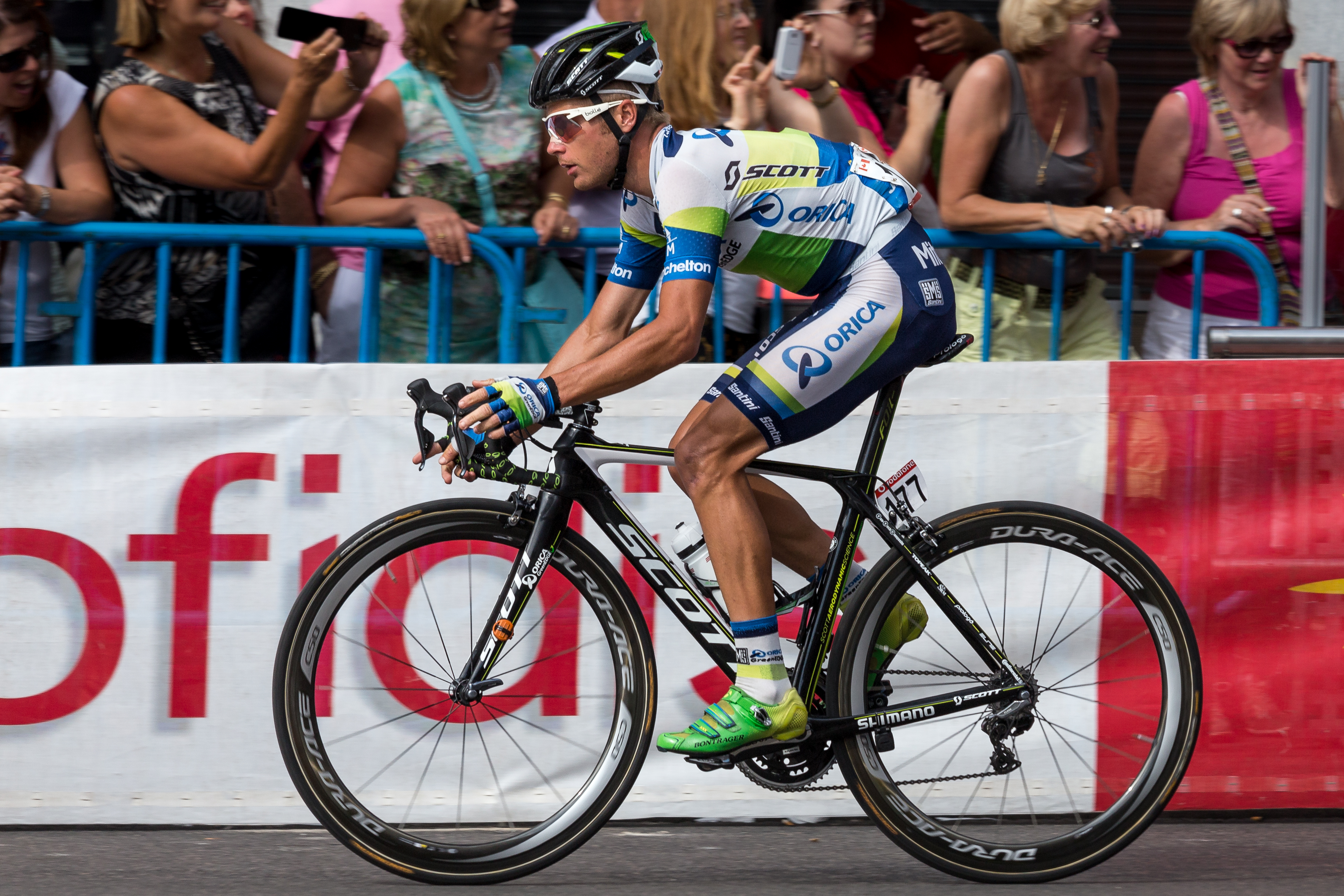
Christian Meier racing for Orica-GreenEDGE in Madrid.

2018年より、財政支援者ゲリー・ライアンが所有するワインメーカーのミッチェルトンからチーム名はミッチェルトン・スコットとなる。ブエルタ・ア・エスパーニャにて、サイモン・イェーツがチーム初のグランツールでの総合優勝を獲得した。
2021年からチーム名はチーム・バイクエクスチェンジとなり、使用車はビアンキになる。
2022年からチーム名はチーム・バイクエクスチェンジ・ジェイコとなり、使用車はジャイアントとなった。
権限の一部をジェイコが買収しジャイアントの高級パーツブランドであるCADEXと契約した。

## 主な実績

### 2012年
- グランプリ・シクリスト・ド・ケベック　優勝　サイモン・ゲランス

### 2013年
- ツアー・ダウンアンダー　区間優勝　サイモン・ゲランス(第5ステージ)
- パリ・ニース　区間優勝　ミヒャエル・アルバジーニ(第4ステージ)
- ティレーノ〜アドリアティコ　区間優勝　マシュー・ゴス(第2ステージ)
- ボルタ・シクリスタ・ア・カタルーニャ　スプリント賞　クリスティアン・メイヤー、区間優勝　サイモン・ゲランス(第6ステージ)
- ブエルタ・アル・パイスバスコ　区間優勝　マイケル・マシューズ（第1ステージ）、ダリル・インピー（第2ステージ）
- アムステルゴールド・レース　3位　サイモン・ゲランス
- ツール・ド・スイス　区間優勝　キャメンロン・マイヤー（第1ステージ・個人タイムトライアル）
- オーストラリア選手権　優勝　ルーク・ダーブリッジ（タイムトライアル、ロード）
- 南アフリカ共和国選手権　優勝　ダリル・インピー（タイムトライアル）
- リトアニア選手権　優勝　トマス・ヴァイトクス（ロード）
- ツール・ド・フランス　区間優勝　サイモン・ゲランス(第3ステージ)、（第4ステージ・チームタイムトライアル）
- ツール・ド・ポローニュ　総合優勝　ピーター・ウェーニング
- ブエルタ・エスパーニャ　区間優勝　マイケル・マシューズ（第5、21ステージ）

### 2014年
- ツアー・ダウンアンダー　総合優勝・スプリント賞　サイモン・ゲランス(第1ステージ優勝)、チーム総合時間賞　オリカ・グリーンエッジ
- ブエルタ・アル・パイスバスコ　区間優勝　マイケル・マシューズ（第3ステージ）
- リエージュ〜バストーニュ〜リエージュ　優勝　サイモン・ゲランス
- アムステルゴールド・レース　3位　サイモン・ゲランス
- ツール・ド・ロマンディ　区間優勝　ミヒャエル・アルバジーニ（第1、2、4ステージ）
- ジロ・デ・イタリア　区間優勝　スヴェイン・タフト(第1ステージ・TTT)、マイケル・マシューズ（第6ステージ）、ピーター・ウェーニング（第9ステージ）
- ツール・ド・スイス　区間優勝　キャメンロン・マイヤー（第2ステージ）、エステバン・チャベス（第8ステージ）
- オーストラリア選手権　優勝　マイケル・ヘップバーン（タイムトライアル）、サイモン・ゲランス　（ロード）
- カナダ選手権　優勝　スヴェイン・タフト（タイムトライアル、ロード）
- 南アフリカ共和国選手権　優勝　ダリル・インピー（タイムトライアル）
- ブエルタ・エスパーニャ　区間優勝　マイケル・マシューズ（第3ステージ）
- ヴァッテンフォール・サイクラシックス　3位　サイモン・ゲランス
- グランプリ・シクリスト・ド・ケベック　優勝　サイモン・ゲランス
- グランプリ・シクリスト・ド・モントリオール　優勝　サイモン・ゲランス
- ツアー・オブ・ペキン　総合3位・ヤングライダー賞　エステバン・チャベス、チーム総合時間賞　オリカ・グリーンエッジ
- ロード世界選手権　エリート男子　サイモン・ゲランス　2位

### 2015年
- ツアー・ダウンアンダー　ポイント賞　ダリル・インピー
- パリ・ニース　ポイント賞　マイケル・マシューズ(第3ステージ優勝)
- ブエルタ・アル・パイスバスコ　区間優勝　マイケル・マシューズ(第1ステージ)
- アムステルゴールド・レース　3位　マイケル・マシューズ
- フレッシュ・ワロンヌ　3位　ミヒャエル・アルバジーニ
- ツール・ド・ロマンディ　区間優勝　ミヒャエル・アルバジーニ（第2、3ステージ）
- ジロ・デ・イタリア　区間優勝　サイモン・ゲランス　(第1ステージ・ＴＴＴ)、マイケル・マシューズ(第3ステージ)
- クリテリウム・ドゥ・ドーフィネ　ヤングライダー賞　サイモン・イェーツ
- ツール・ド・スイス　区間優勝　マイケル・マシューズ(第4ステージ)
- 南アフリカ共和国選手権　優勝　ダリル・インピー（タイムトライアル）
- クラシカ・サンセバスティアン　優勝　アダム・イェーツ
- ブエルタ・エスパーニャ　区間優勝　エステバン・チャベス(第2、6ステージ)、区間優勝　カレブ・ユアン(第5ステージ)
- グランプリ・シクリスト・ド・ケベック　2位　マイケル・マシューズ
- グランプリ・シクリスト・ド・モントリオール　優勝　アダム・イェーツ
- ロード世界選手権　エリート男子　マイケル・マシューズ　2位

### 2016年
- ツアー・ダウンアンダー　総合優勝・ポイント賞　サイモン・ゲランス(第3,4ステージ優勝)、カレブ・ユアン　(ピープルズ・チョイス・クラシック、第1,6ステージ)
- パリ～ニース　ポイント賞　マイケル・マシューズ(プロローグ、第2ステージ)
- ミラノ～サンレモ　3位　マイケル・マシューズ
- パリ・ルーベ　優勝　マシュー・ヘイマン
- リエージュ〜バストーニュ〜リエージュ　3位　ミヒャエル・アルバジーニ
- ツール・ド・ロマンディ　ポイント賞　ミヒャエル・アルバジーニ（第5ステージ優勝）
- ジロ・デ・イタリア　総合2位　エステバン・チャベス(第14ステージ優勝)
- 南アフリカ共和国選手権　優勝　ダリル・インピー（タイムトライアル）
- 香港選手権　優勝　チェン・キンロー（ロード、タイムトライアル）
- ツール・ド・フランス　ヤングライダー賞・総合4位　アダム・イェーツ、区間優勝　マイケル・マシューズ（第10ステージ）
- サイクラシックス・ハンブルク　優勝　カレブ・ユアン
- ブエルタ・ア・エスパーニャ　総合3位　エステバン・チャベス　区間優勝　サイモン・イェーツ（第6）、イェンス・クークレール（第12）、マグナス・コルト・ニールセン（第18,21）
- ジロ・ディ・ロンバルディア　優勝　エステバン・チャベス

### 2017年
- オーストラリア選手権　優勝　カレブ・ユアン（クリテリウム）
- ツアー・ダウンアンダー　スプリント賞　カレブ・ユアン(ピープルズ・チョイス・クラシック、第1,3,4,6ステージ優勝)
- 南アフリカ共和国選手権　優勝　ダリル・インピー（タイムトライアル）
- アブダビ・ツアー　区間優勝　カレブ・ユアン（第4ステージ）
- パリ〜ニース　区間優勝　サイモン・イェーツ（第6ステージ）
- ボルタ・シクリスタ・ア・カタルーニャ　区間優勝　ダリル・インピー（第6ステージ）
- ブエルタ・アル・パイス・バスコ　区間優勝　ミヒャエル・アルバジーニ（第2ステージ）
- ツール・ド・ロマンディ　区間優勝　ミヒャエル・アルバジーニ（第1ステージ）
- ジロ・デ・イタリア　区間優勝　カレブ・ユアン（第7ステージ）
- スロベニア選手権　優勝　ルーカ・メスゲツ（ロードレース）
- カナダ選手権　優勝　スヴェイン・タフト（タイムトライアル）
- ツール・ド・フランス　 ヤングライダー賞　サイモン・イェーツ
- ツール・ド・ポローニュ　区間優勝　カレブ・ユアン（第4ステージ）、ジャック・ヘイグ（第6ステージ）

### 2018年
- オーストラリア選手権　優勝　アレクサンダー・エドモンドソン（ロード）
- ツアー・ダウンアンダー
  -  総合優勝　ダリル・インピー
  - 区間優勝　カレブ・ユアン（第2ステージ）
- パリ〜ニース　区間優勝　サイモン・イェーツ（第7ステージ）
- ティレーノ～アドリアティコ　区間優勝　アダム・イェーツ（第5ステージ）
- ボルタ・シクリスタ・ア・カタルーニャ　区間優勝　サイモン・イェーツ（第7ステージ）
- イツリア・バスク・カントリー　 山岳賞　カルロス・ベロナ
- ジロ・デ・イタリア　区間優勝　エステバン・チャベス（第6ステージ）、サイモン・イェーツ（第8,11,15ステージ）、ミケル・ニエベ（第21ステージ）
- ハンマー・シリーズ・スタヴァンゲル 総合優勝
- クリテリウム・デュ・ドーフィネ
  -  ポイント賞　ダリル・インピー（第1ステージ優勝）
  - 区間優勝　アダム・イェーツ（第7ステージ）
- ツール・ド・スイス　区間優勝　クリストファー・ユールイェンセン（第4ステージ）
- カナダ選手権　優勝　スヴェイン・タフト（タイムトライアル）
- ツール・ド・ポローニュ　区間優勝　サイモン・イェーツ（第7ステージ）
- ヨーロッパ選手権　 優勝　マッテオ・トレンティン（ロードレース）
- ブエルタ・ア・エスパーニャ　 総合優勝、 複合賞　サイモン・イェーツ（第14ステージ優勝）

### 2019年
- オーストラリア選手権　優勝　ルーク・ダーブリッジ（個人タイムトライアル）
- ツアー・ダウンアンダー　 総合優勝　ダリル・インピー（第4ステージ優勝）
- 南アフリカ共和国選手権　優勝　ダリル・インピー（ロードレース、個人タイムトライアル）
- ティレーノ〜アドリアティコ　区間優勝（第1ステージ・チームタイムトライアル）
- パリ〜ニース　区間優勝　サイモン・イェーツ（第5ステージ・個人タイムトライアル）
- ボルタ・ア・カタルーニャ　区間優勝　アダム・イェーツ（第3ステージ）
- イツリア・バスク・カントリー　 山岳賞　アダム・イェーツ（第6ステージ優勝）
- ジロ・デ・イタリア　区間優勝　エステバン・チャベス（第19ステージ）
- ツール・ド・フランス　区間優勝　ダリル・インピー（第9ステージ）、サイモン・イェーツ（第12,15ステージ）、マッテオ・トレンティン（第17ステージ）
- ツール・ド・ポローニュ　区間優勝　ルカ・メズゲッツ（英語版）（第2,5ステージ）

### 2020年
- UAEツアー　 総合優勝　アダム・イェーツ（第3ステージ優勝）
- ティレーノ〜アドリアティコ
  -  総合優勝　サイモン・イェーツ（第5ステージ優勝）
  - 区間優勝　ルーカス・ハミルトン（英語版）（第4ステージ）

### 2021年
- ボルタ・ア・カタルーニャ　区間優勝　エステバン・チャベス（第4ステージ）
- ジロ・デ・イタリア　区間優勝　サイモン・イェーツ（第19ステージ）

## 2022年陣容
2022年6月29日更新
| 選手名                           | 国籍             | 生年月日               | 前年所属チーム                           |
| -------------------------------- | ---------------- | ---------------------- | ---------------------------------------- |
| アレクサンドル・バルメール       | スイス           | 2000年5月4日（24歳）   | Groupama–FDJ Continental Team            |
| ジャック・バウアー               | ニュージーランド | 1985年4月7日（39歳）   |                                          |
| サム・ビューリー                 | ニュージーランド | 1987年7月22日（37歳）  |                                          |
| ケヴィン・コッレオーニ           | イタリア         | 1999年11月11日（25歳） |                                          |
| ローソン・クラドック             | アメリカ合衆国   | 1992年2月20日（33歳）  | EFエデュケーション・NIPPO                |
| ルーク・ダーブリッジ             | オーストラリア   | 1991年4月9日（33歳）   |                                          |
| アレクサンダー・エドモンドソン   | オーストラリア   | 1993年12月22日（31歳） |                                          |
| スガブ・グルマイ                 | エチオピア       | 1991年8月25日（33歳）  |                                          |
| ディラン・フルーネヴェーヘン     | オランダ         | 1993年6月21日（31歳）  | チーム・ユンボ・ヴィスマ                 |
| カーデン・グローブス             | オーストラリア   | 1998年12月23日（26歳） |                                          |
| ルーカス・ハミルトン             | オーストラリア   | 1996年2月12日（29歳）  |                                          |
| マイケル・ヘップバーン           | オーストラリア   | 1991年8月17日（33歳）  |                                          |
| ダミアン・ホーゾン               | オーストラリア   | 1992年8月13日（32歳）  |                                          |
| アームングレンダール・ヤンスン   | ノルウェー       | 1994年2月11日（31歳）  |                                          |
| クリストファー・ユールイェンセン | デンマーク       | 1989年7月6日（35歳）   |                                          |
| タネル・カンゲルト               | エストニア       | 1987年3月11日（38歳）  |                                          |
| アレクサンダー・コニシェフ       | イタリア         | 1998年7月25日（26歳）  |                                          |
| ヤン・マース                     | オランダ         | 1996年2月19日（29歳）  | Leopard Pro Cycling                      |
| マイケル・マシューズ             | オーストラリア   | 1990年9月26日（34歳）  |                                          |
| キャメロン・マイヤー             | オーストラリア   | 1988年1月11日（37歳）  |                                          |
| ルカ・メズゲッツ                 | スロベニア       | 1988年6月27日（36歳）  |                                          |
| ケランド・オブライアン           | オーストラリア   | 1998年5月22日（26歳）  | InForm TMX Make                          |
| ヘススダビ・ペニャ               | コロンビア       | 2000年5月8日（24歳）   | Colombia Tierra de Atletas–GW Bicicletas |
| ニック・シュルツ                 | オーストラリア   | 1994年9月13日（30歳）  |                                          |
| カラム・スコットソン             | オーストラリア   | 1996年8月10日（28歳）  |                                          |
| ディオン・スミス                 | ニュージーランド | 1993年3月3日（32歳）   |                                          |
| マッテーオ・ソブレーロ           | イタリア         | 1997年5月14日（27歳）  | アスタナ・プレミアテック                 |
| キャンベル・ステュワート         | イタリア         | 1998年5月12日（26歳）  | Black Spoke Pro Cycling                  |
| サイモン・イェーツ               | イギリス         | 1992年8月7日（32歳）   |                                          |

## 歴代陣容
| 2021年陣容                       | 2021年陣容       | 2021年陣容             | 2021年陣容               |
| 選手名                           | 国籍             | 生年月日               | 前年所属                 |
| -------------------------------- | ---------------- | ---------------------- | ------------------------ |
| ジャック・バウアー               | ニュージーランド | 1985年4月7日（39歳）   |                          |
| サム・ビューリー                 | ニュージーランド | 1987年7月22日（37歳）  |                          |
| ブレント・ブックウォルター       | アメリカ合衆国   | 1984年2月16日（41歳）  |                          |
| エステバン・チャベス             | コロンビア       | 1990年1月17日（35歳）  |                          |
| ケヴィン・コッレオーニ           | イタリア         | 1999年11月11日（25歳） | Biesse Arvedi            |
| ルーク・ダーブリッジ             | オーストラリア   | 1991年4月9日（33歳）   |                          |
| アレクサンダー・エドモンドソン   | オーストラリア   | 1993年12月22日（31歳） |                          |
| スガブ・グルマイ                 | エチオピア       | 1991年8月25日（33歳）  |                          |
| カーデン・グローブス             | オーストラリア   | 1998年12月23日（26歳） |                          |
| ルーカス・ハミルトン             | オーストラリア   | 1996年2月12日（29歳）  |                          |
| マイケル・ヘップバーン           | オーストラリア   | 1991年8月17日（33歳）  |                          |
| ダミアン・ホーゾン               | オーストラリア   | 1992年8月13日（32歳）  |                          |
| アームングレンダール・ヤンスン   | ノルウェー       | 1994年2月11日（31歳）  | チーム・ユンボ・ヴィスマ |
| クリストファー・ユールイェンセン | デンマーク       | 1989年7月6日（35歳）   |                          |
| タネル・カンゲルト               | エストニア       | 1987年3月11日（38歳）  | EFプロサイクリング       |
| アレクサンダー・コニシェフ       | イタリア         | 1998年7月25日（26歳）  |                          |
| マイケル・マシューズ             | オーストラリア   | 1990年9月26日（34歳）  | チーム・サンウェブ       |
| キャメロン・マイヤー             | オーストラリア   | 1988年1月11日（37歳）  |                          |
| ルカ・メズゲッツ                 | スロベニア       | 1988年6月27日（36歳）  |                          |
| ミケル・ニエベ                   | スペイン         | 1984年5月26日（40歳）  |                          |
| バルナバシュ・ペアーク           | ハンガリー       | 1998年11月29日（26歳） |                          |
| ニック・シュルツ                 | オーストラリア   | 1994年9月13日（30歳）  |                          |
| カラム・スコットソン             | オーストラリア   | 1996年8月10日（28歳）  |                          |
| ディオン・スミス                 | ニュージーランド | 1993年3月3日（32歳）   |                          |
| ロバート・スタナード             | オーストラリア   | 1998年9月16日（26歳）  |                          |
| サイモン・イェーツ               | イギリス         | 1992年8月7日（32歳）   |                          |
| アンドレイ・ツェイツ             | カザフスタン     | 1986年12月14日（38歳） |                          |

| 2020年陣容                       | 2020年陣容       | 2020年陣容             | 2020年陣容                                  |
| 選手名                           | 国籍             | 生年月日               | 前年所属                                    |
| -------------------------------- | ---------------- | ---------------------- | ------------------------------------------- |
| エドアルド・アッフィニ           | イタリア         | 1996年6月24日（28歳）  |                                             |
| ミヒャエル・アルバジーニ         | スイス           | 1980年12月10日（44歳） |                                             |
| ジャック・バウアー               | ニュージーランド | 1985年4月7日（39歳）   |                                             |
| サム・ビューリー                 | ニュージーランド | 1987年7月22日（37歳）  |                                             |
| ブレント・ブックウォルター       | アメリカ合衆国   | 1984年2月16日（41歳）  |                                             |
| エステバン・チャベス             | コロンビア       | 1990年1月17日（35歳）  |                                             |
| ルーク・ダーブリッジ             | オーストラリア   | 1991年4月9日（33歳）   |                                             |
| アレクサンダー・エドモンドソン   | オーストラリア   | 1993年12月22日（31歳） |                                             |
| スガブ・グルマイ                 | エチオピア       | 1991年8月25日（33歳）  |                                             |
| カーデン・グローブス             | オーストラリア   | 1998年12月23日（26歳） | SEG Racing Academy                          |
| ジャック・ヘイグ                 | オーストラリア   | 1993年9月6日（31歳）   |                                             |
| ルーカス・ハミルトン             | オーストラリア   | 1996年2月12日（29歳）  |                                             |
| マイケル・ヘップバーン           | オーストラリア   | 1991年8月17日（33歳）  |                                             |
| ダミアン・ホーゾン               | オーストラリア   | 1992年8月13日（32歳）  |                                             |
| ダリル・インピー                 | 南アフリカ共和国 | 1984年12月6日（40歳）  |                                             |
| クリストファー・ユールイェンセン | デンマーク       | 1989年7月6日（35歳）   |                                             |
| アレクサンダー・コニシェフ       | イタリア         | 1998年7月25日（26歳）  | Dimension Data For Qhubeka Continental Team |
| キャメロン・マイヤー             | オーストラリア   | 1988年1月11日（37歳）  |                                             |
| ルカ・メズゲッツ                 | スロベニア       | 1988年6月27日（36歳）  |                                             |
| ミケル・ニエベ                   | スペイン         | 1984年5月26日（40歳）  |                                             |
| バルナバーシュ・ペアーク         | ハンガリー       | 1998年11月29日（26歳） | SEG Racing Academy                          |
| ニック・シュルツ                 | オーストラリア   | 1994年9月13日（30歳）  |                                             |
| カラム・スコットソン             | オーストラリア   | 1996年8月10日（28歳）  |                                             |
| ディオン・スミス                 | ニュージーランド | 1993年3月3日（32歳）   |                                             |
| ロバート・スタナード             | オーストラリア   | 1998年9月16日（26歳）  |                                             |
| アダム・イェーツ                 | イギリス         | 1992年8月7日（32歳）   |                                             |
| サイモン・イェーツ               | イギリス         | 1992年8月7日（32歳）   |                                             |
| アンドレイ・ツェイツ             | カザフスタン     | 1986年12月14日（38歳） | アスタナ・プロチーム                        |

| 2019年陣容                       | 2019年陣容       | 2019年陣容             | 2019年陣容                           |
| 選手名                           | 国籍             | 生年月日               | 前年所属                             |
| -------------------------------- | ---------------- | ---------------------- | ------------------------------------ |
| エドアルド・アッフィーニ         | イタリア         | 1996年6月24日（28歳）  | SEGレーシングアカデミー              |
| ミヒャエル・アルバジーニ         | スイス           | 1980年12月10日（44歳） |                                      |
| ジャック・バウアー               | ニュージーランド | 1985年4月7日（39歳）   |                                      |
| サム・ビューリー                 | ニュージーランド | 1987年7月22日（37歳）  |                                      |
| ブレント・ブックウォルター       | アメリカ合衆国   | 1984年2月16日（41歳）  | BMCレーシングチーム                  |
| エステバン・チャベス             | コロンビア       | 1990年1月17日（35歳）  |                                      |
| ルーク・ダーブリッジ             | オーストラリア   | 1991年4月9日（33歳）   |                                      |
| アレクサンダー・エドモンドソン   | オーストラリア   | 1993年12月22日（31歳） |                                      |
| ツガブ・グルマイ                 | エチオピア       | 1991年8月25日（33歳）  | トレック・セガフレード               |
| ジャック・ヘイグ                 | オーストラリア   | 1993年9月6日（31歳）   |                                      |
| ルーカス・ハミルトン             | オーストラリア   | 1996年2月12日（29歳）  |                                      |
| マシュー・ヘイマン               | オーストラリア   | 1978年4月20日（46歳）  | ※1/20迄                              |
| マイケル・ヘップバーン           | オーストラリア   | 1991年8月17日（33歳）  |                                      |
| ダミアン・ハウソン               | オーストラリア   | 1992年8月13日（32歳）  |                                      |
| ダリル・インピー                 | 南アフリカ共和国 | 1984年12月6日（40歳）  |                                      |
| クリストファー・ユールイェンセン | デンマーク       | 1989年7月6日（35歳）   |                                      |
| キャメロン・マイヤー             | オーストラリア   | 1988年1月11日（37歳）  |                                      |
| ルカ・メズゲッツ                 | スロベニア       | 1988年6月27日（36歳）  |                                      |
| ミケル・ニエベ                   | スペイン         | 1984年5月26日（40歳）  |                                      |
| ニック・シュルツ                 | オーストラリア   | 1994年9月13日（30歳）  | カハ・ルラル＝セグロス RGA           |
| カラム・スコットソン             | オーストラリア   | 1996年8月10日（28歳）  | ミッチェルトン・バイクエクスチェンジ |
| ディオン・スミス                 | ニュージーランド | 1993年3月3日（32歳）   | ワンティ・グループゴベール           |
| ロバート・スタナード             | オーストラリア   | 1998年9月16日（26歳）  |                                      |
| マッテオ・トレンティン           | イタリア         | 1989年8月2日（35歳）   |                                      |
| アダム・イェーツ                 | イギリス         | 1992年8月7日（32歳）   |                                      |
| サイモン・イェーツ               | イギリス         | 1992年8月7日（32歳）   |                                      |

| 2018年陣容                       | 2018年陣容       | 2018年陣容             | 2018年陣容                                 | 2018年陣容                   |
| 選手名                           | 国籍             | 生年月日               | 前年所属                                   | 翌年所属                     |
| -------------------------------- | ---------------- | ---------------------- | ------------------------------------------ | ---------------------------- |
| ミヒャエル・アルバジーニ         | スイス           | 1980年12月10日（44歳） |                                            |                              |
| ジャック・バウアー               | ニュージーランド | 1985年4月7日（39歳）   | クイックステップ・フロアーズ               |                              |
| サム・ビューリー                 | ニュージーランド | 1987年7月22日（37歳）  |                                            |                              |
| エステバン・チャベス             | コロンビア       | 1990年1月17日（35歳）  |                                            |                              |
| ルーク・ダーブリッジ             | オーストラリア   | 1991年4月9日（33歳）   |                                            |                              |
| アレクサンダー・エドモンドソン   | オーストラリア   | 1993年12月22日（31歳） |                                            |                              |
| カレブ・ユアン                   | オーストラリア   | 1994年7月11日（30歳）  |                                            | ロット・ソウダル             |
| ジャック・ヘイグ                 | オーストラリア   | 1993年9月6日（31歳）   |                                            |                              |
| ルーカス・ハミルトン             | オーストラリア   | 1996年2月12日（29歳）  | ミッチェルトン・スコット（コンチネンタル） |                              |
| マシュー・ヘイマン               | オーストラリア   | 1978年4月20日（46歳）  |                                            |                              |
| マイケル・ヘップバーン           | オーストラリア   | 1991年8月17日（33歳）  |                                            |                              |
| ダミアン・ハウソン               | オーストラリア   | 1992年8月13日（32歳）  |                                            |                              |
| ダリル・インピー                 | 南アフリカ共和国 | 1984年12月6日（40歳）  |                                            |                              |
| クリストファー・ユールイェンセン | デンマーク       | 1989年7月6日（35歳）   |                                            |                              |
| ロジャー・クルーゲ               | ドイツ           | 1986年2月5日（39歳）   |                                            | ロット・ソウダル             |
| ロマン・クロイツィゲル           | チェコ           | 1986年5月6日（38歳）   |                                            | チーム・ディメンションデータ |
| キャメロン・マイヤー             | オーストラリア   | 1988年1月11日（37歳）  | ミッチェルトン・スコット（コンチネンタル） |                              |
| ルーカ・メスゲツ                 | スロベニア       | 1988年6月27日（36歳）  |                                            |                              |
| ミケル・ニエベ                   | スペイン         | 1984年5月26日（40歳）  | チーム・スカイ                             |                              |
| ロバート・パワー                 | オーストラリア   | 1995年5月11日（29歳）  |                                            | チーム・サンウェブ           |
| ロバート・スタナード ※１         | オーストラリア   | 1998年9月16日（26歳）  | ミッチェルトン・バイクエクスチェンジ       |                              |
| マッテオ・トレンティン           | イタリア         | 1989年8月2日（35歳）   | クイックステップ・フロアーズ               |                              |
| スヴェイン・タフト               | カナダ           | 1977年5月9日（47歳）   |                                            | ラリーサイクリング           |
| カルロス・ベロナ                 | スペイン         | 1992年11月4日（32歳）  |                                            | モビスター・チーム           |
| アダム・イェーツ                 | イギリス         | 1992年8月7日（32歳）   |                                            |                              |
| サイモン・イェーツ               | イギリス         | 1992年8月7日（32歳）   |                                            |                              |
| ※１：8/10より加入                |                  |                        |                                            |                              |

| 2017年陣容                       | 2017年陣容       | 2017年陣容             | 2017年陣容      | 2017年陣容                         |
| 選手名                           | 国籍             | 生年月日               | 前年所属        | 翌年所属                           |
| -------------------------------- | ---------------- | ---------------------- | --------------- | ---------------------------------- |
| ミヒャエル・アルバジーニ         | スイス           | 1980年12月10日（44歳） |                 |                                    |
| サム・ビューリー                 | ニュージーランド | 1987年7月22日（37歳）  |                 |                                    |
| エステバン・チャベス             | コロンビア       | 1990年1月17日（35歳）  |                 |                                    |
| チェン・キンロー                 | 香港             | 1991年2月8日（34歳）   |                 | 未定                               |
| マグナス・コルト・ニールセン     | デンマーク       | 1993年1月16日（32歳）  |                 | アスタナ・プロチーム               |
| ミッチェル・ドッカー             | オーストラリア   | 1986年10月2日（38歳）  |                 | キャノンデール・ドラパック         |
| ルーク・ダーブリッジ             | オーストラリア   | 1991年4月9日（33歳）   |                 |                                    |
| アレクサンダー・エドモンドソン   | オーストラリア   | 1993年12月22日（31歳） |                 |                                    |
| カレブ・ユアン                   | オーストラリア   | 1994年7月11日（30歳）  |                 |                                    |
| サイモン・ゲランス               | オーストラリア   | 1980年5月16日（44歳）  |                 | BMC・レーシングチーム              |
| ジャック・ヘイグ                 | オーストラリア   | 1993年9月6日（31歳）   |                 |                                    |
| マシュー・ヘイマン               | オーストラリア   | 1978年4月20日（46歳）  |                 |                                    |
| マイケル・ヘップバーン           | オーストラリア   | 1991年8月17日（33歳）  |                 |                                    |
| ダミアン・ハウソン               | オーストラリア   | 1992年8月13日（32歳）  |                 |                                    |
| ダリル・インピー                 | 南アフリカ共和国 | 1984年12月6日（40歳）  |                 |                                    |
| クリストファー・ユールイェンセン | デンマーク       | 1989年7月6日（35歳）   |                 |                                    |
| イェンス・ククレイル             | ベルギー         | 1988年11月23日（36歳） |                 | ロット・ソウダル                   |
| ロジャー・クルーゲ               | ドイツ           | 1986年2月5日（39歳）   | IAMサイクリング |                                    |
| ロマン・クロイツィゲル           | チェコ           | 1986年5月6日（38歳）   | ティンコフ      |                                    |
| ルーカ・メスゲツ                 | スロベニア       | 1988年6月27日（36歳）  |                 |                                    |
| ルーベン・プラサ                 | スペイン         | 1980年2月29日（45歳）  |                 | イスラエル・サイクリングアカデミー |
| ロバート・パワー                 | オーストラリア   | 1995年5月11日（29歳）  |                 |                                    |
| スヴェイン・タフト               | カナダ           | 1977年5月9日（47歳）   |                 |                                    |
| カルロス・ベロナ                 | スペイン         | 1992年11月4日（32歳）  |                 |                                    |
| アダム・イェーツ                 | イギリス         | 1992年8月7日（32歳）   |                 |                                    |
| サイモン・イェーツ               | イギリス         | 1992年8月7日（32歳）   |                 |                                    |

| 2016年陣容                                    | 2016年陣容       | 2016年陣容             | 2016年陣容                       | 2016年陣容         |
| 選手名                                        | 国籍             | 生年月日               | 前年所属                         | 翌年所属           |
| --------------------------------------------- | ---------------- | ---------------------- | -------------------------------- | ------------------ |
| ミヒャエル・アルバジーニ                      | スイス           | 1980年12月10日（44歳） |                                  |                    |
| サム・ビューリー                              | ニュージーランド | 1987年7月22日（37歳）  |                                  |                    |
| エステバン・チャベス                          | コロンビア       | 1990年1月17日（35歳）  |                                  |                    |
| マグナス・コルト・ニールセン                  | デンマーク       | 1993年1月16日（32歳）  |                                  |                    |
| ミッチェル・デッカー                          | オーストラリア   | 1986年10月2日（38歳）  |                                  |                    |
| ルーク・ダーブリッジ                          | オーストラリア   | 1991年4月9日（33歳）   |                                  |                    |
| アレクサンダー・エドモンドソン                | オーストラリア   | 1993年12月22日（31歳） | 新人                             |                    |
| カレブ・ユアン                                | オーストラリア   | 1994年7月11日（30歳）  |                                  |                    |
| サイモン・ゲランス                            | オーストラリア   | 1980年5月16日（44歳）  |                                  |                    |
| ジャック・ハイグ                              | オーストラリア   | 1993年9月6日（31歳）   | E2                               |                    |
| マシュー・ヘイマン                            | オーストラリア   | 1978年4月20日（46歳）  |                                  |                    |
| マイケル・ヘップバーン                        | オーストラリア   | 1991年8月17日（33歳）  |                                  |                    |
| ダミアン・ハウソン                            | オーストラリア   | 1992年8月13日（32歳）  |                                  |                    |
| ダリル・インピー                              | 南アフリカ共和国 | 1984年12月6日（40歳）  |                                  |                    |
| クリストファー・ユールイェンセン              | デンマーク       | 1989年7月6日（35歳）   | ティンコフ・サクソ               |                    |
| イェンス・ククレイル                          | ベルギー         | 1988年11月23日（36歳） |                                  |                    |
| チェン・キンロー ※1                           | 香港             | 1991年2月8日（34歳）   | HKSI プロサイクリングチーム      |                    |
| マイケル・マシューズ                          | オーストラリア   | 1990年2月26日（35歳）  |                                  | チーム・サンウェブ |
| クリスティアン・マイアー                      | カナダ           | 1985年2月21日（40歳）  |                                  | 引退               |
| ルーカ・メスゲツ                              | スロベニア       | 1988年6月27日（36歳）  | チーム・ジャイアント＝アルペシン |                    |
| ルーベン・プラサ                              | スペイン         | 1980年2月29日（45歳）  | ランプレ・メリダ                 |                    |
| ロバート・パワー                              | オーストラリア   | 1995年5月11日（29歳）  | 新人                             |                    |
| スヴェイン・タフト                            | カナダ           | 1977年5月9日（47歳）   |                                  |                    |
| アメツ・チュルカ                              | スペイン         | 1982年11月10日（42歳） | カハルラル・セグロスＲＧＡ       | 未定               |
| カルロス・ベロナ ※2                           | スペイン         | 1992年11月4日（32歳）  | エティックス・クイックステップ   |                    |
| アダム・イェーツ                              | イギリス         | 1992年8月7日（32歳）   |                                  |                    |
| サイモン・イェーツ                            | イギリス         | 1992年8月7日（32歳）   |                                  |                    |
| ※1：3月に移籍が発表された ※2：7月30日加入発表 |                  |                        |                                  |                    |

| 2015年陣容                   | 2015年陣容       | 2015年陣容     | 2015年陣容                     |
| 選手名                       | 国籍             | 生年月日       | 前年所属                       |
| ---------------------------- | ---------------- | -------------- | ------------------------------ |
| ミヒャエル・アルバジーニ     | スイス           | 1980年12月10日 |                                |
| サム・ビューリー             | ニュージーランド | 1987年7月22日  |                                |
| アダム・ブライス             | イギリス         | 1989年10月11日 | NFTO                           |
| エステバン・チャベス         | コロンビア       | 1990年1月17日  |                                |
| サイモン・クラーク           | オーストラリア   | 1986年7月18日  |                                |
| マグナス・コルト・ニールセン | デンマーク       | 1993年1月16日  | カルトエナジープロサイクリング |
| ミッチェル・デッカー         | オーストラリア   | 1986年10月2日  |                                |
| ルーク・ダーブリッジ         | オーストラリア   | 1991年4月9日   |                                |
| カレブ・ユアン               | オーストラリア   | 1994年7月11日  | ジェイコ・AIS                  |
| サイモン・ジェラン           | オーストラリア   | 1980年5月16日  |                                |
| ジャック・ハイグ ※1          | オーストラリア   | 1993年9月6日   |                                |
| マシュー・ヘイマン           | オーストラリア   | 1978年4月20日  |                                |
| マイケル・ヘップバーン       | オーストラリア   | 1991年8月17日  |                                |
| リー・ハワード               | オーストラリア   | 1989年10月18日 |                                |
| ダミアン・ハウソン           | オーストラリア   | 1992年8月13日  |                                |
| ダリル・インピー             | 南アフリカ共和国 | 1984年12月6日  |                                |
| イェンス・ククレイル         | ベルギー         | 1988年11月23日 |                                |
| ブレット・ランカスター       | オーストラリア   | 1979年11月15日 |                                |
| マイケル・マシューズ         | オーストラリア   | 1990年2月26日  |                                |
| クリスティアン・マイアー     | カナダ           | 1985年2月21日  |                                |
| キャメロン・マイヤー         | オーストラリア   | 1988年1月11日  |                                |
| イェンス・マウリス           | オランダ         | 1980年3月12日  |                                |
| イヴァン・サンタロミータ     | イタリア         | 1984年4月30日  |                                |
| スヴェイン・タフト           | カナダ           | 1977年5月9日   |                                |
| ピーター・ウェーニング       | オランダ         | 1981年4月5日   |                                |
| アダム・イェーツ             | イギリス         | 1992年8月7日   |                                |
| サイモン・イェーツ           | イギリス         | 1992年8月7日   |                                |
| ※1：8月1日加入発表           |                  |                |                                |

| 2014年陣容               | 2014年陣容       | 2014年陣容     | 2014年陣容            |
| 選手名                   | 国籍             | 生年月日       | 前年所属              |
| ------------------------ | ---------------- | -------------- | --------------------- |
| ミヒャエル・アルバジーニ | スイス           | 1980年12月10日 |                       |
| サム・ビューリー         | ニュージーランド | 1987年7月22日  |                       |
| エステバン・チャベス     | コロンビア       | 1990年1月17日  | コロンビア            |
| サイモン・クラーク       | オーストラリア   | 1986年7月18日  |                       |
| ミッチェル・デッカー     | オーストラリア   | 1986年10月2日  |                       |
| ルーク・ダーブリッジ     | オーストラリア   | 1991年4月9日   |                       |
| サイモン・ジェラン       | オーストラリア   | 1980年5月16日  |                       |
| マシュー・ゴス           | オーストラリア   | 1986年11月5日  |                       |
| マシュー・ヘイマン       | オーストラリア   | 1978年4月20日  | チームスカイ          |
| マイケル・ヘップバーン   | オーストラリア   | 1991年8月17日  |                       |
| リー・ハワード           | オーストラリア   | 1989年10月18日 |                       |
| ダミアン・ハウソン       | オーストラリア   | 1992年8月13日  |                       |
| ダリル・インピー         | 南アフリカ共和国 | 1984年12月6日  |                       |
| イェンス・ククレイル     | ベルギー         | 1988年11月23日 |                       |
| アイディス・クルオピス   | リトアニア       | 1986年10月26日 |                       |
| ブレット・ランカスター   | オーストラリア   | 1979年11月15日 |                       |
| マイケル・マシューズ     | オーストラリア   | 1990年2月26日  |                       |
| クリスティアン・マイアー | カナダ           | 1985年2月21日  |                       |
| キャメロン・マイヤー     | オーストラリア   | 1988年1月11日  |                       |
| イェンス・マウリス       | オランダ         | 1980年3月12日  |                       |
| イヴァン・サンタロミータ | イタリア         | 1984年4月30日  | BMC・レーシングチーム |
| スヴェイン・タフト       | カナダ           | 1977年5月9日   |                       |
| ピーター・ウェーニング   | オランダ         | 1981年4月5日   |                       |
| アダム・イェーツ         | イギリス         | 1992年8月7日   | CC Etupes             |
| サイモン・イェーツ       | イギリス         | 1992年8月7日   | 所属無し              |

| 2013年陣容                                                       | 2013年陣容       | 2013年陣容     | 2013年陣容    |
| 選手名                                                           | 国籍             | 生年月日       | 前年所属      |
| ---------------------------------------------------------------- | ---------------- | -------------- | ------------- |
| ミヒャエル・アルバジーニ                                         | スイス           | 1980年12月10日 |               |
| 別府史之                                                         | 日本             | 1983年4月10日  |               |
| サム・ビューリー                                                 | ニュージーランド | 1987年7月22日  |               |
| サイモン・クラーク                                               | オーストラリア   | 1986年7月18日  |               |
| バーデン・クック                                                 | オーストラリア   | 1978年10月12日 |               |
| アラン・デイヴィス                                               | オーストラリア   | 1980年7月27日  |               |
| ジュリアン・ディーン                                             | ニュージーランド | 1975年1月28日  |               |
| ミッチェル・デッカー                                             | オーストラリア   | 1986年10月2日  |               |
| ルーク・ダーブリッジ                                             | オーストラリア   | 1991年4月9日   |               |
| サイモン・ジェラン                                               | オーストラリア   | 1980年5月16日  |               |
| マシュー・ゴス                                                   | オーストラリア   | 1986年11月5日  |               |
| マイケル・ヘップバーン                                           | オーストラリア   | 1991年8月17日  |               |
| リー・ハワード                                                   | オーストラリア   | 1989年10月18日 |               |
| ダミアン・ハウソン ※1                                            | オーストラリア   | 1992年8月13日  | ジェイコ・AIS |
| ダリル・インピー                                                 | 南アフリカ共和国 | 1984年12月6日  |               |
| カン・チヨン ※1                                                  | 韓国             | 1988年2月19日  | クムサン      |
| イェンス・ククレイル                                             | ベルギー         | 1988年11月23日 |               |
| アイディス・クルオピス                                           | リトアニア       | 1986年10月26日 |               |
| ブレット・ランカスター                                           | オーストラリア   | 1979年11月15日 |               |
| セバスティアン・ランヘヴェルト                                   | オランダ         | 1985年1月17日  |               |
| マイケル・マシューズ                                             | オーストラリア   | 1990年2月26日  | ラボバンク    |
| クリスティアン・マイアー                                         | カナダ           | 1985年2月21日  |               |
| キャメロン・マイヤー                                             | オーストラリア   | 1988年1月11日  |               |
| トラヴィス・マイヤー                                             | オーストラリア   | 1989年6月8日   |               |
| イェンス・マウリス                                               | オランダ         | 1980年3月12日  |               |
| スチュアート・オグレディ ※2                                      | オーストラリア   | 1973年8月6日   |               |
| ウェスリー・サルズバーガー                                       | オーストラリア   | 1986年10月20日 |               |
| ダニエル・テクレハイマノット                                     | エリトリア       | 1988年11月10日 |               |
| スヴェイン・タフト                                               | カナダ           | 1977年5月9日   |               |
| トマス・ヴァイトクス                                             | リトアニア       | 1982年2月4日   |               |
| ピーター・ウェーニング                                           | オランダ         | 1981年4月5日   |               |
| ※1：8月1日加入発表 ※2：7月22日ツール・ド・フランスを完走し、引退 |                  |                |               |

| 2012年陣容                                                                     | 2012年陣容       | 2012年陣容     | 2012年陣容               |
| 選手名                                                                         | 国籍             | 生年月日       | 前年所属                 |
| ------------------------------------------------------------------------------ | ---------------- | -------------- | ------------------------ |
| ミヒャエル・アルバジーニ                                                       | スイス           | 1980年12月10日 | チーム・HTC - ハイロード |
| 別府史之                                                                       | 日本             | 1983年4月10日  | チーム・レディオシャック |
| サム・ビューリー※1                                                             | ニュージーランド | 1987年7月22日  | チーム・レディオシャック |
| ジャック・ボブリッジ                                                           | オーストラリア   | 1989年7月13日  | ガーミン・セルヴェロ     |
| サイモン・クラーク                                                             | オーストラリア   | 1986年7月18日  | アスタナ                 |
| バーデン・クック                                                               | オーストラリア   | 1978年10月12日 | サクソバンク・サンガード |
| アラン・デイヴィス                                                             | オーストラリア   | 1980年7月27日  | アスタナ                 |
| ジュリアン・ディーン                                                           | ニュージーランド | 1975年1月28日  | ガーミン・セルヴェロ     |
| ミッチェル・デッカー                                                           | オーストラリア   | 1986年10月2日  | スキル・シマノ           |
| ルーク・ダーブリッジ                                                           | オーストラリア   | 1991年4月9日   | ジェイコ・AIS            |
| サイモン・ジェラン                                                             | オーストラリア   | 1980年5月16日  | チーム・スカイ           |
| マシュー・ゴス                                                                 | オーストラリア   | 1986年11月5日  | チーム・HTC - ハイロード |
| マイケル・ヘップバーン                                                         | オーストラリア   | 1991年8月17日  | ジェイコ・AIS            |
| リー・ハワード                                                                 | オーストラリア   | 1989年10月18日 | チーム・HTC - ハイロード |
| ダリル・インピー                                                               | 南アフリカ共和国 | 1984年12月6日  | チーム・ネタップ         |
| イェンス・ククレイル                                                           | ベルギー         | 1988年11月23日 | コフィディス             |
| アイディス・クルオピス                                                         | リトアニア       | 1986年10月26日 | ランドバウクレディット   |
| ブレット・ランカスター                                                         | オーストラリア   | 1979年11月15日 | ガーミン・セルヴェロ     |
| セバスティアン・ランヘヴェルト                                                 | オランダ         | 1985年1月17日  | ラボバンク               |
| ロビー・マキュアン※2                                                           | オーストラリア   | 1972年6月24日  | チーム・レディオシャック |
| クリスティアン・マイアー                                                       | カナダ           | 1985年2月21日  | ユナイテッドヘルスケア   |
| キャメロン・マイヤー                                                           | オーストラリア   | 1988年1月11日  | ガーミン・セルヴェロ     |
| トラヴィス・マイヤー                                                           | オーストラリア   | 1989年6月8日   | ガーミン・セルヴェロ     |
| イェンス・マウリス                                                             | オランダ         | 1980年3月12日  | ヴァカンソレイユ・DCM    |
| スチュアート・オグレディ                                                       | オーストラリア   | 1973年8月6日   | レオパード・トレック     |
| ウェスリー・サルズバーガー                                                     | オーストラリア   | 1986年10月20日 | FDJ                      |
| ダニエル・テクレハイマノット                                                   | エリトリア       | 1988年11月10日 | 新人                     |
| スヴェイン・タフト                                                             | カナダ           | 1977年5月9日   | スパイダー・テック - C10 |
| トマス・ヴァイトクス                                                           | リトアニア       | 1982年2月4日   | アスタナ                 |
| ピーター・ウェーニング                                                         | オランダ         | 1981年4月5日   | ラボバンク               |
| マット・ウィルソン                                                             | オーストラリア   | 1977年10月1日  | ガーミン・セルヴェロ     |
| ※1：2012年5月22日より加入 ※2：2012年のツアー・オブ・カリフォルニアを最後に引退 |                  |                |                          |